# Accumulator Invest
Accumulator Invest a/s var et dansk børsnoteret investeringsselskab med to aktie klasser, A og B, som i 1986 blev overtaget af investeringsselskabet Krepco, som ejedes af Klaus Riskær Pedersen.
Riskær Pedersen finansierede købet af Accumulator Invest ved at belåne den kontrakt, hvormed Esselte-koncernen startede betalings-tv via det rekonstruerede københavnske lokal-tv-selskab Kanal 2.
Både Accumulator Invest og Krepco gik konkurs i 1992, og Klaus Riskær Pedersen blev ved Københavns Byret dømt for mandatsvig for 4,5 mio. kr. og for at have overført 2,1 mio. kr. fra Accumulator Invest til sin valgkampagne i forbindelse med valget til Europa-Parlamentet i 1989.
Klaus Riskær Pedersen blev i 1992 erklæret personligt konkurs, da Accumulator Invest måtte sende de ansatte hjem efter at selskabet havde oparbejdet en milliardgæld.